# Attilio Giovannini
Attilio Giovannini (San Michele Extra, 1924. július 30. – 2005. február 18.) olasz labdarúgóhátvéd.